# ポフヤンマー
ポフヤンマー、もしくはポフヤンマー州 (ポフヤンマーしゅう、フィンランド語: Pohjanmaa、スウェーデン語: Österbotten)は、フィンランドの伝統州。フィンランドの北部から西部にかけての広大な伝統州である。スウェーデン語を基に、エステルボッテンとも書かれる。また、英名のOstrobothniaから、オストロボスニアとも呼ばれる。南でサタクンタ、ハメ、サヴォ、カルヤラ、北でラッピの各伝統州と接している。また、西の一部でスウェーデンのヴェステルボッテン地方、東でロシア連邦と接している。そして、西の一部はボスニア湾に面している。フィンランド語名の"Pohjanmaa"は『北の地』、スウェーデン語名の"Österbotten"は『東部ボスニア』の意味である。

## 語源
州名は、"Pohja"が『北』もしくは『底』、"maa"が『土地』を意味する言葉である。古代スカンディナヴィアでは、毎夜太陽が消える方角であることから、北が世界の底であると考えられていた。そして、家の背面が最も寒い方角である北に向くように作られることから、その言葉が方角を示す言葉となった。

## 行政
ポフヤンマーの地域には、スウェーデン支配下において、1634年にポフヤンマー州（スウェーデン語名：エステルボッテン県）が設立された。その後、ポフヤンマー州が分割され、1775年にオウル州、南部がヴァーサ州の州域となった。1938年にオウル州北部がラッピ州として分離し、ポフヤンマー最北部はラッピ州の州域になる。そして、1997年の州の大規模再編の際、ヴァーサ州が西スオミ州となったため、ポフヤンマー南部は西スオミ州域となった。2010年1月1日付でフィンランドの全州が廃止されたため、ポフヤンマーの州域を管轄するフィンランドの最上位地方行政区分は県となった。現在、ポフヤンマーの地域を管轄する県は、ラッピ県南部、北ポフヤンマー県、カイヌー県、中部ポフヤンマー県、ポフヤンマー県、南ポフヤンマー県の6県になる。

## 歴史
ポフヤンマーにおける最も古い人類の痕跡は、クリスティーナンカウプンキ近郊の12万年前の地層に表れる。ここは、フェノスカンディナヴィアにおける氷期前のネアンデルタール人の痕跡の証拠が発見されている。現生人類がこの地に現れたのは、およそ9000年前のことになる。この時期は、氷床が消滅し、土地が海面よりも高くなって間もない時期である。そして、複雑な狩猟採集社会が、海岸に沿って形成された。
青銅器時代と鉄器時代の間に、ポフヤンマー南部はついに農業経済社会へと変化した。ただし、ポフヤンマー北部や内陸部では伝統的な経済機構が長い間存続していた。中世の初期には、スウェーデンからの移住者が、ポフヤンマー南部及び中部の海岸沿いの地域に定住し、ついにはスウェーデンの社会システムの下、行政組織を構成していった。そして、スウェーデン王が中央行政組織をムスタサーリ（スウェーデン語名：コルスホルム）に設立した。それと同時に、ポフヤンマー内陸部の広い地域に、サヴォからフィンランド人の移住者が入植した。16世紀になると、そのフィンランド人の移住者と農業が、ポフヤンマー北部のボスニア湾の海岸沿い（カラヨキの北）にも進出するようになった。それは、正教徒であり、宗主国たるロシアに支援されたカレリア人達との衝突も引き起こした。16世紀後半の間、公的には平和な時代が長く続いていたことになってはいるが、双方の勢力は相手方の市民に対して、奇襲攻撃を主とする戦闘をコンスタントに行っていた。例えば、1590年の冬、カレリア人がイーとリミンカの人々の住居ほとんどを焼き払う奇襲攻撃を仕掛けている間、イーとリミンカの人々が北極海からペチェンガ修道院に奇襲攻撃を仕掛けている。しかし、1595年にTeusina条約が結ばれたこともあって、このような戦闘は徐々に減少していった。
この戦争の終末期には、スウェーデン王は人々の防御を助けるために正規の騎兵を駐留させた。これは、自分たちの防衛について州自体が責任を負うとしていた、初期の州とは対比される出来事として記録されている。この戦争の後、ポフヤンマーの人々はこの州に駐留する正規軍に対して反乱を起こし、Cudgel戦争を引き起こした。この戦争は、フィンランドの歴史の中で、最後の農民の反乱であった。この戦争は酷い農民の減少と、ポフヤンマーが半独立的、自治的な州であることの決定的な終わりとなった。
ポフヤンマー最初の都市は17世紀に建設された。その都市は、松脂の輸入を通じてすぐに隆盛を得た。松脂はこの世紀において、木造船のメンテナンスに必要であった。大北方戦争はこの州の歴史において最下点であった。つまり、1714年から1721年の間、他のフィンランドの地域と共にロシア騎兵に占領されていたのである。ロシア騎兵は、占領したフィンランドとフィンランドとスウェーデンとの間に幅の有る無人地帯を形成した。特に、ポフヤンマー北部での荒廃は特にひどく、戦争による破壊によって人口の4分の1が失われるなど多大な損害を被った。
1809年には、ポフヤンマーはほかのフィンランドの地域と同様にスウェーデンから切り離された。しかし、その後2世紀の間、ポフヤンマーの別々の地域は、伝統州の歴史の事象を物語るのについて考えることなく、分割されていった。その地域の中には、スウェーデン側のノールボッテン地方とヴェステルボッテン地方に残されたものもあった。

## 地理
ポフヤンマーは、大雑把に分水界であるSuomenselkäによるフィンランドの南部から分けられている。東部は、Maanselkä分水界によって歴史的にポフヤンマーとロシアのカレリアと線引きされる。それは、オウル川河口とイー川を白海に流れ込む河口から分けている。北部において、ポフヤンマーとヴェステルボッテン地方とラッピとの境界は、部分的にやや不明確であった。これは、ある土地に定住することが、古い州の方式から新しい行政組織の方式を導入した時には、この地域では比較的新しい現象であったからである。海岸地域では、内陸部の公的な境界のいくらかを除いて、州境は大体トルニオ川とイー川との間で定まっていた。しかしながら、ケミ川、イー川とオルハヴァ川河口の間が、ポフヤンマーとラッピの境界が大体決まっていた。
ポフヤンマーの常同的な地形上の特徴は、現在のポフヤンマー県、中部ポフヤンマー県、南ポフヤンマー県の地域に当たるSuomenselkäの北の海岸平野である。これは、氷河（Weichsel glaciation）の底で、僅かな丘がある程度の平野である。また、氷期の終わりに形成された南東から北西へと流れる川によっても特徴づけられる。膨大な大きさの氷によって押し付けられていたことが原因で、現在でもおよそ年9ミリメートルのペースで地表の隆起が続いている。起伏のかなり少ない平野であるため、それがボスニア湾を1世紀辺り数キロメートル単位で退かせる原因となっている。歴史的には、その地域の海岸の集落の港と船の航行の大きな問題であった。
氷期の収束の別の結果として、多くの川が南東から北西に向かうように形成された。この地域の岩盤は、氷期の間の氷河の移動によって南東に押し潰された岩盤によって削られた『SE-NW oriented lines』によって特徴づけられる。氷期の終わりに向かうとともに、膨大な量の氷河は融解し、この地域のいたるところにその痕跡を残している。それは、たとえば迷子石や岩盤の削られた線などがそれにあたる。
ポフヤンマー北部の海岸では、地形は平野のままであるが、中部ポフヤンマー県や南ポフヤンマー県とは異なり、湖沼が平野の広い範囲に存在する。そして、内陸部に向かうと、地形は変化に富んだものになる。そこでは、タイガと丘が地域の中で多くの割合を占めるようになり、その中に時折小さな村や町がある。ポフヤンマー内陸部の最も重要な地形の特徴は面積が887km2ある大きな湖、オウル湖である。カイヌー県における多くの経済活動は、オウル川を通じて海につながるこの湖の周りの自治体で行われる。カイヌー県北部とその北に位置する北ポフヤンマー県・コイリスマー郡とは、フィンランドの中で最も田舎で、最も貧乏な郡である。